# لويس جنكينز (سياسي)
لويس جنكينز هو سياسي كندي، ولد في 3 سبتمبر 1860، وتوفي في 24 أغسطس 1939.